# The Amazing Race 11 - (Kì cựu/All-Stars)
The Amazing Race 11 (có thể gọi là The Amazing Race: All-Stars) là mùa thứ 11 của chương trình truyền hình thực tế The Amazing Race. 11 đội đã đua từ những mùa trước và được lựa chọn sẽ cùng nhau tham gia mùa này và vòng quanh thế giới.
Mùa thứ 11 được công chiếu tập 1 vào 18/2/2007 vào lút 8h tối trên EST, 7h tối trên CST trong 1 tiếng đồng hồ, và chặng chung kết của mùa 11 chiếu vào 6/5/2007.

Cặp tình nhân Eric Sanchez và Danielle Turner từng tham gia The Amazing Race 9 đã giành chiến thắng mùa này mà không có bất cứ lần về đích thứ nhất nào trong mùa 11 ngoại trừ chặng chung kết.
DVD được bán ra vào 1/5/2013.

## Sản xuất

### Quay phim

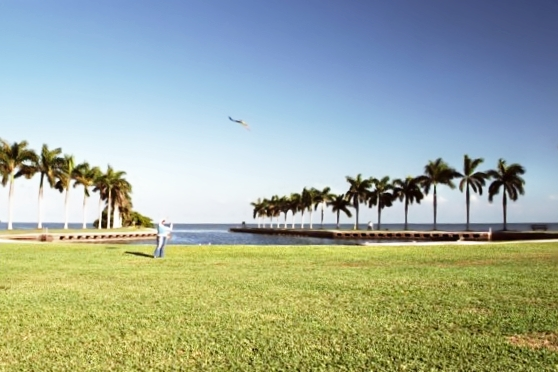
Charles Deering Historical Estate tại Miami was the starting line of The Amazing Race: All-Stars.là vạch xuất phát của The Amazing Race: All-Stars.

Ngay từ năm 2004, đã có một cuộc trò chuyện về một phiên bản Kì cựu, với một suy đoán rằng nó sẽ có trong mùa thứ 8 của Survivor. Những tin đồn này đã có khi mà người chiến thắng mùa thứ 4 - Reichen Lehmkuhl được mời tham gia một phiên bản Kì cựu trong tương lai của The Amazing Race. Chuyện này tiếp tục trong vài năm tới, đặc biệt là sau khi CBS phát sóng tất cả các phiên bản Kì cựu của hai chượng trình cạnh tranh thực tế khác là Survivor và Big Brother. Ngày 28 tháng 9 năm 2006, CBS đã nói về mùa thứ 11 của The Amazing Race; trong tháng 11 năm 2006, The Amazing Race đã thừa nhận trên mạng rằng đã có một phiên bản Kì cựu trong sản xuất. Phil Keoghan ban đầu đã nói rằng một phiên bản toàn sao là khả thi. Qua thời gian, Keoghan cảm thấy rằng "chúng tôi đã nhận được nhiều hơn và nhiều hơn nữa các đội có thực lực thực sự tốt, và nó (All-Stars) rất có thể được xảy ra.
Mùa này của cuộc đua sẽ đi qua 45,000 dặm (72,000km) với 30 thành phố và 6 châu lục.
Mùa này là mùa thứ hai (sau mùa 5) đi qua mọi châu lục. Những nơi cuộc đua đi qua lần lượt là Ecuador, Mozambique, Ba Lan, Ma Cao, và Guam. Đây là mùa giải cuối cùng của The Amazing Race có Yield. Tính tới 2015 thì đây đúng là mùa cuối cùng có Yield.
Những đội toàn nữ đã thắng 6/13 chặng của cuộc đua (4 lần của đội Dustin & Kandice và 2 lần của Charla & Mirna) đã thiết lập một kỉ lục mà đến sau này, mùa 17 mới vượt qua kỉ lục đó.

### Phỏng vấn
11 đội mùa này đã được lựa chọn từ các thí sinh trong quá khứ, sẽ trở lại tại Chương trình Kì cựu. Keoghan đã nộp một bản báo cáo về 15 đội mà ông muốn cho họ quay lại. Mười trong số họ đã được lựa chọn. Ông đã không chọn Eric & Danielle, do họ không đua cùng nhau. Keoghan nói, "Tôi không nghĩ rằng mùa này cần có một sự kết hợp mới, mà phải là các đội có thực lực tốt". Ông cũng nói thêm rằng mục tiêu của đội ngũ sản xuất của cuộc đua là ''không muốn mang tới những đội tốt nhất'', mà chọn "các đội đã giành được sự chú ý nhiều nhất trong 10 mùa qua". Mặc dù chương trình có tựa đề là ''All-Stars'' thì chỉ có một đội là Uchenna và Joyce giành chiến thắng trong mùa 7. Một số thành viên Kì cựu đã tức giận bởi sự thiếu sót của họ khi tuyển chọn những thành viên Kì cựu, đáng chú ý nhất là Chip và Kim (mùa 5) và BJ và Tyler (mùa 9) đã công khai chỉ trích quá trình này trên CBS '. Colin và Christie (Season 5) được dự kiến sẽ tham gia phiên bản All-Stars nhưng không thể tham gia do Christie mang thai. Ngoài ra, Flo Pesenti và Drew Riker (người bắt đầu hẹn hò sau khi gặp trong mùa 3) đã được mời đến tham gia, nhưng Flo từ chối vì hai lý do: cô cảm thấy The Amazing Race đã làm cho cô bộc lộ tính xấu, và muốn đua cùng với người đã chiến thắng cùng cô, Zach Behr. Nên một nhóm mới được tạo ra cho phiên bản All-Stars là Eric và Danielle.
Danh sách đầy đủ nhất về các đội và thứ hạng của họ trong mùa giải đó:
- Mùa 1:
  - Joseph "Joe" Baldassare and Bill Bartek, bạn đời,hạng 3
  - Kevin O'Connor and Andrew "Drew" Feinberg, Bạn thân, hạng 4
- Mùa 2:
  - Oswald Mendez và Danny Jimenez, bạn thân, hạng 4
- Mùa 3:
  - John Vito Pietanza và Jill Aquilino, tình nhân (ở mùa 3),hạng 5
  - Teri và Ian Pollack, đã kết hôn, Á quân
- Mùa 5:
  - Charla Faddoul và Mirna Hindoyan, chị em họ, hạng 6; Charla là người bị mắc căn bệnh lùn
- Mùa 7:
  - Uchenna và Joyce Agu, đã kết hôn, Quán quân
  - Rob và Amber Mariano, Biên tập viên (đính hôn tại mùa 7), Á quân
- Mùa 9:
  - Eric Sanchez và Danielle Turner, tình nhân, Á quân và hạng 8. Trong mùa giải họ tham gia, Eric và Danielle ở hai đội khác nhau; Eric đua với bạn cậu ấy:Jeremy Ryan và Danielle với người bạn hồi nhỏ:Danielle "Dani" Torchio.
- Mùa 10:
  - David, Jr., và Mary Conley, đã kết hôn,hạng 6
  - Dustin Seltzer, Miss California 2005, và Kandice Pelletier, Miss New York 2005, những hoa hậu và là bạn thân của nhau,hạng 4

## Kết quả
Các đội sau đã tham gia vào chương trình. Mối quan hệ giữa 2 thành viên trong một đội được ghi nhận vào lúc chương trình diễn ra. Bảng sau không hoàn toàn ghi lại tất cả những sự kiện xảy ra trong cuộc đua mà chỉ là những thông tin tiêu biểu và chính yếu nhất trong từng chặng. Số liệu chính là thứ tự điểm danh của các đội tại cuối của mỗi chặng.
| Đội              | Mối quan hệ  | Vị trí (Từng chặng) | Vị trí (Từng chặng) | Vị trí (Từng chặng) | Vị trí (Từng chặng) | Vị trí (Từng chặng) | Vị trí (Từng chặng) | Vị trí (Từng chặng) | Vị trí (Từng chặng) | Vị trí (Từng chặng) | Vị trí (Từng chặng) | Vị trí (Từng chặng) | Vị trí (Từng chặng) | Vị trí (Từng chặng) | Roadblocks 4        |
| Đội              | Mối quan hệ  | 1                   | 2                   | 3                   | 4                   | 5                   | 6                   | 7                   | 85                  | 9                   | 10                  | 11                  | 12                  | 13                  | Roadblocks 4        |
| ---------------- | ------------ | ------------------- | ------------------- | ------------------- | ------------------- | ------------------- | ------------------- | ------------------- | ------------------- | ------------------- | ------------------- | ------------------- | ------------------- | ------------------- | ------------------- |
| Eric & Danielle  | Đang hẹn hò  | 4th                 | 4th                 | 3rd                 | 2nd                 | 6th                 | 5th                 | 5th                 | 5th+                | 3rd<                | 4th                 | 3rd<8               | 2nd                 | 1st                 | Eric 6, Danielle 6  |
| Dustin & Kandice | Hoa hậu      | 6th                 | 6th                 | 4th2                | 5th                 | 2nd                 | 4th                 | 1st                 | 3rd^                | 1st>                | 2nd                 | 1st                 | 1st                 | 2nd                 | Dustin 6, Kandice 6 |
| Charla & Mirna   | Chị em họ    | 8th                 | 8th                 | 8th                 | 7th                 | 1st                 | 1st                 | 4th                 | 4th^                | 2nd                 | 3rd                 | 2nd                 | 3rd                 | 3rd                 | Charla 6, Mirna 6   |
| Oswald & Danny   | Bạn thân     | 2nd                 | 2nd                 | 5th                 | 1st                 | 4th                 | 2nd                 | 2nd                 | 1stƒ~               | 4th                 | 1stƒ                | 4th >               | 4th 9               |                     | Oswald 4, Danny 4   |
| Uchenna & Joyce  | Đã kết hôn   | 7th                 | 5th                 | 2nd                 | 6th                 | 7th                 | 3rd3                | 3rd                 | 1stƒ~               | 5th7                |                     |                     |                     |                     | Uchenna 3, Joyce 3  |
| Joe & Bill       | Bạn đời      | 5th                 | 3rd                 | 7th                 | 4th                 | 5th                 | 6th                 | 6th                 | 6th + 6             |                     |                     |                     |                     |                     | Joe 2, Bill 4       |
| Teri & Ian       | Đã kết hôn   | 3rd                 | 7th                 | 6th                 | 3rd                 | 3rd                 | 7th                 |                     |                     |                     |                     |                     |                     |                     | Teri 2, Ian 3       |
| Rob & Amber      | Mới cưới     | 1st                 | 1st                 | 1st                 | 8th                 |                     |                     |                     |                     |                     |                     |                     |                     |                     | Rob 1, Amber 2      |
| David & Mary     | Thợ mỏ và vợ | 9th                 | 9th                 | 9th                 |                     |                     |                     |                     |                     |                     |                     |                     |                     |                     | David 1, Mary 1     |
| Kevin & Drew     | Bạn thân     | 10th                | 10th1               |                     |                     |                     |                     |                     |                     |                     |                     |                     |                     |                     | Kevin 1, Drew 0     |
| John Vito & Jill | Đã hẹn hò    | 11th                |                     |                     |                     |                     |                     |                     |                     |                     |                     |                     |                     |                     | John Vito 0, Jill 0 |

- Chữ red chỉ các đội đã bị loại.
- Chữ blue underlined chỉ các đội về cuối tại một chặng không loại và bị ''đánh dấu loại''; nếu đội đó không về nhất trong chặng sau, họ bị phạt 30 phút ngoại trừ về nhất.
- Dấu ƒ chỉ các đội giành được Fast Forward.
- Những dấu (+, ^ , và ~) thể hiện các đội bắt cặp với nhau trong thử thách Giao điểm.
- Dấu > chỉ các đội sử dụng Yield; < thể hiện các đội bị Yield tác động.

1. ^ Kevin và Drew bị phạt do không lấy xe họ sử dụng ở chặng 1 khi họ xuất phát ở chặng 2. Hình phạt không được biết kéo dài bao lâu hoặc khi nào hình phạt được áp dụng
2. ^ Dustin và Kandice ban đầu về thứ 4, nhưng họ đã để mất mật thư đến Lựa chọn kép tại một trong những lựa chọn mà họ đã hoàn thành. Họ phải quay lại để tìm mật thư và quay về trạm dừng. Điều này không thay đổi thứ hạng của họ.
3. ^ Uchenna và Joyce ban đầu về thứ 3, nhưng họ bị phạt 30 phút do bị "đánh dấu loại" và không về nhất. Điều này không thay đổi thứ hạng của họ.
4. ^ Có hai chặng bao gồm 2 roadblock không được phát sóng. Chỉ biết là Danielle đã làm Roadblock vào chặng 7. Các bức ảnh trong trang web CBS cho thấy Mirna và Danielle đã hoàn thành Roadblock trong chặng chung kết.
5. ^ Nhờ giao điểm, Uchenna and Joyce và Oswald and Danny đã có thể thực hiện Fast Forward; do đó, cả hai đội đều bỏ qua tất cả các nhiệm vụ và cùng nhau về nhất.
6. ^ Joe and Bill về đích thứ 5, nhưng do bị "đánh dấu loại" do về cuối chặng trước. Sau đó, Eric and Danielle đã điểm danh tại trạm dừng trong lúc Joe and Bill đang bị phạt. Sau đó, họ bị đẩy xuống vị trí cuối cùng và bị loại.
7. ^ Uchenna and Joyce bị lỡ chuyến bay tới Frankfurt để tới Kuala Lumpur trong khi các đội khác đã xong tất cả các nhiệm vụ và điểm danh tại trạm dừng. Trên sóng, sau khi đến hang Batu, họ nhận được chỉ dẫn tới thẳng trạm dừng. Trong lần phỏng vấn sau cuộc đua, Joyce nói cô đã thực hiện Roadblock trong chặng đó.
8. ^ Eric and Danielle về đích thứ 2, tuy nhiên do bị "đánh dấu loại" do về cuối chặng trước nên bị hạ xuống hạng 3 do Charla and Mirna đã điểm danh trong lúc họ bị phạt.
9. ^ Oswald and Danny đã bị "đánh dấu loại"; tuy nhiên, họ đã về cuối ở chặng 12 nên không bị phạt 30 phút mà bị loại luôn.

## Phần thưởng
Trừ khi có các ghi chú khác, giải thưởng đã được trao cho đội đầu tiên khi về nhất mỗi chặng.
- Chặng 1 - Một chuyến du lịch tới Four Seasons Resort, Whistler, British Columbia, Canada từ Travelocity.
- Chặng 2 - Một chiếc xe máy cho mỗi thành viên.
- Chặng 3 - Một phòng gym tại nhà cho mỗi thành viên.
- Chặng 4 - Một chuyến du lịch tới Royal Lahaina Resort tại Maui từ Travelocity.
- Chặng 5 - Một chuyến du lịch tới Aruba từ Travelocity.
- Chặng 6 - N/A.
- Chặng 7 - Một chuyến du lịch tới Puerto Rico provided by Travelocity.
- Chặng 8 - Một chuyến du lịch tới St. Lucia từ Travelocity. Mặc dù hai đội đã đến vị trí đầu tiên, chỉ có một giải thưởng được cung cấp. Oswald & Danny quyết định nhường cho Uchenna & Joyce.
- Chặng 9 - N/A.
- Chặng 10 - Một chuyến du lịch tới Hong Kong sau Tết Nguyên Đán từ Travelocity.
- Chặng 11 - Một chiếc xe Yamaha Waverunner cho mỗi thành viên.
- Chặng 12 - Một chiếc xe địa hình cho mỗi thành viên.
- Chặng 13 -1 triệu đô la Mỹ.

## Sơ lược cuộc đua

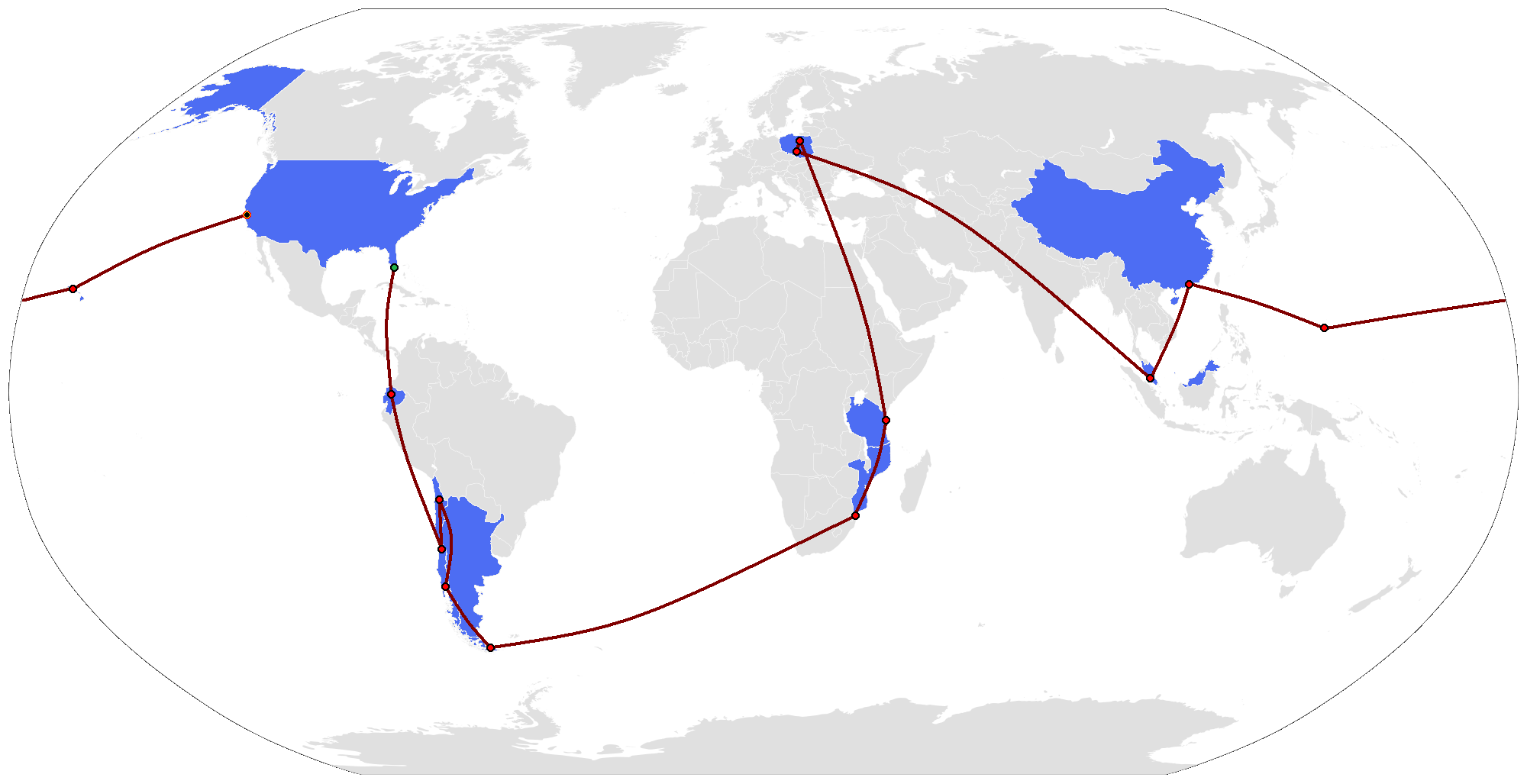
Hành trình cuộc đua

### Chặng 1 (United States → Ecuador)

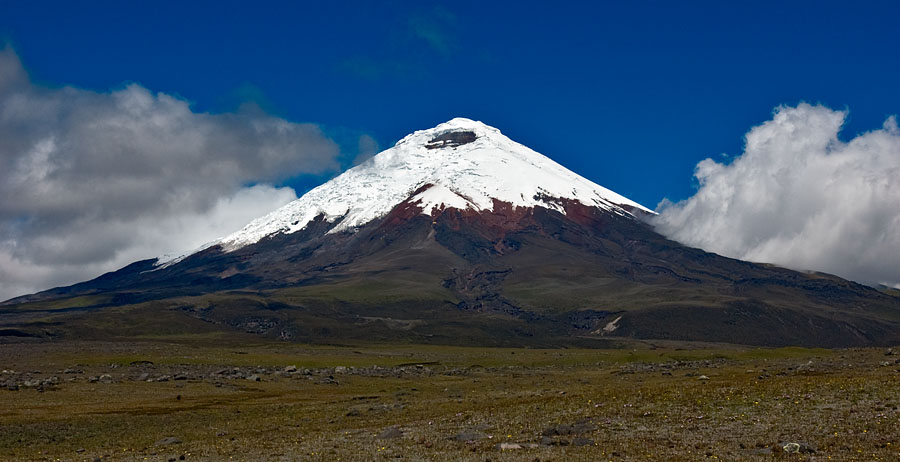
Các đội đi tới Cotopaxi National Park tại Ecuador để điểm đanh tại Trạm dừng đầu tiên của The Amazing Race.

- Palmetto Bay, Florida, United States  (Charles Deering Historic Estate) (Vạch xuất phát)
- Miami (Miami International Airport) tới Quito, Ecuador  (Mariscal Sucre International Airport)
- Quito (Plaza de San Francisco)
- Quito (Pim's Restaurant) (Overnight Rest)
- Napo Province (Cotopaxi National Park - Hacienda Yanahurco Lưu trữ ngày 22 tháng 2 năm 2007 tại Wayback Machine)
- Napo Province (Cotopaxi National Park - Mirador Cotopaxi)

Vạch xuất phát của The Amazing Race: All-Stars diễn ra tại Charles Deering Historic Estate gần Miami, các đội trở lại những mật thư hướng dẫn để lấy những đầu mối của họ trên đỉnh của chiếc túi của mình và đi đến thành phố đầu tiên của họ: Quito, Ecuador. Các đội nhận một chiếc Mercedes-Benz để vào sân bay quốc tế Miami với 5 đội đầu tiên cho các chuyến bay của American Airlines lá thứ hai nhưng đến trước, trong khi 6đội khác ở Copa Airlines mà lá đầu tiên và kết thúc vào cuối.
Khi đến Quito, đội đi đến Plaza de San Francisco, nơi họ phải tìm đầu mối tiếp theo của họ, đưa họ tới nhà hàng của Pim, nơi các đội phải kéo một tấm thẻ theo số thứ tự họ vào sáng hôm sau, 7:00, 7: 15 và 07:30. Vào thời gian khởi hành, các đội đã được cung cấp một bản đồ và tìm thấy những chiếc xe và tự lái đến Hacienda Yanahurco tại Vườn quốc gia Cotopaxi và phải tư vấn để nhập tại lối vào phía bắc của công viên.
Ở công viên, các đội nhặt các đầu mối và nhận thử thách Detour đầu tiên của cuộc đua, một sự lựa chọn giữa Wrangle It hoặc Recover It. Trong Wrangle It, đội phải giúp những cao bồi địa phương cắt, xuống, và chú rể một con ngựa hoang dã mà móng mọc dài mà họ ngăn cản họ đi bộ đúng cách. Thành viên trong nhóm đã phải sử dụng các công cụ truyền thống để cắt móng guốc của mình cho một chiều dài và an toàn để cắt bờm và đuôi của nó. Khi ngựa là miễn phí, họ sẽ nhận được đầu mối tiếp theo của họ. Trong Recover It, một thành viên nhóm nghiên cứu, đưa vào một bộ đồng phục quân sự lịch sử. Sau đó, nhóm nghiên cứu phải tìm kiếm các lĩnh vực cho ba mục mất tích từ thống nhất: một cấp sĩ quan, một nút và một thanh kiếm. Một khi họ tìm thấy, một vị tướng sẽ nhận được đầu mối tiếp theo của họ. Các manh mối đưa các đội lên đỉnh đồi ở Mirador Cotopaxi tới Trạm Dừng.

### Chặng 2(Ecuador→Chile)
Ngày phát sóng:25 tháng 2 năm 2007
- Quito (Sân bay quốc tế Mariscal Sucre) tới Santigo, Chile  (Sân bay quốc tế Comdoro Arturo Merino Benítez)

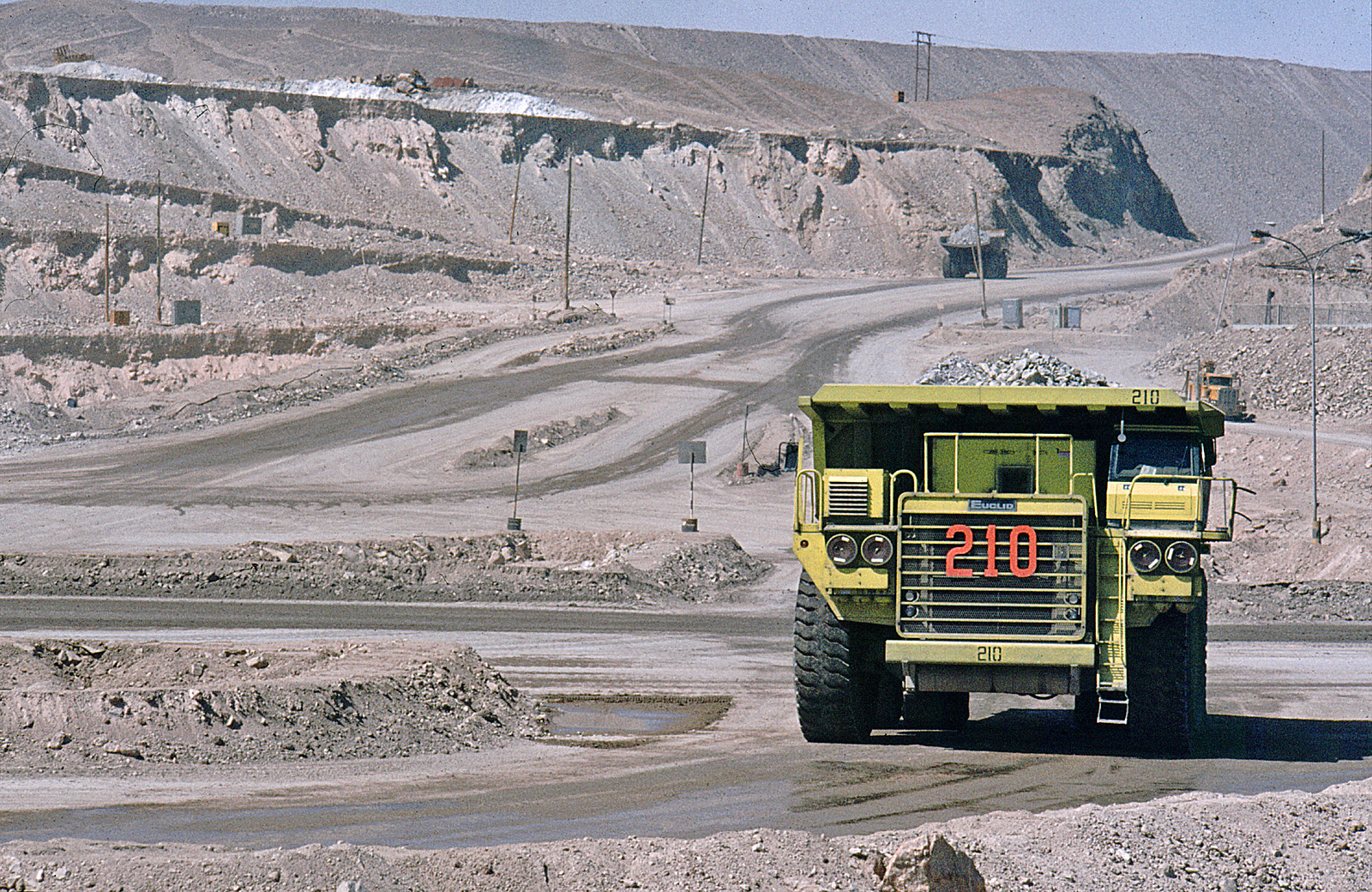
Tại Lựa chọn kép, các đội sẽ đến Chuquicamata và họ sẽ phải làm nhiệm vụ bằng chiếc xe tải này

- Santigo(Trụ sở chính công ty Codelco)
- Santiago (Sân bay quốc tế Comodoro Arturo Merino Benítez) tới Calama(Sân bay El Loa)
- Calama (Chuquicamata)
- San Pedro de Atacama(Thung lũng của người chết)

Trong Chướng ngại vật, đầu tiên, một thành viên của đội phải vào tầng trệt của công ty Codelco và tìm kiếm phòng họp để tìm các chữ cái được hiển thị. Các đội phải tìm ra hầu hết các chữ cái và đánh vần một trong mười địa điểm được ghi trong tấm bản. Và khi họ tin rằng đã có đáp án, là "Chuquicamata" họ phải cho nhân viên bảo vệ xem đáp án. Nếu đúng, họ sẽ nhân được đầu mối tiếp theo.
Trong Lựa chọn kép này, các đội phải lựa chọc giữa By hand hoặc By machine. Với By hand, các đội phải lựa chọn một chiếc lốp 2 tấn, với chiếc bu lông và máy rửa, các đội phải hoàn thành nó vào trong chiếc xe tải. Khi họ hoàn thành, một người quản đốc sẽ đưa cho họ đầu mối tiếp theo. Với By machine, mỗi thành viên phải lái xe trước một chiếc xe tải lớn, chuyển sỏi. Khi họ dùng sỏi rải đủ một con đường màu vàng dược đánh dấu bởi cây gậy. Khi họ hoàn thành, họ sẽ nhận được đầu mối tiếp theo.
Thử thách phụ
Sau khi hoàn thành lựa chọn kép, các đội được cung cấp những chiếc xe đã được đánh dấu đến San Pedro de Atacama(Thung lũng của người chết)để điểm danh tại trạm dừng. Các đội được khuyến cáo đi với tốc độ 50 km/giờ(31 dặm/giờ)

### Chặng 3 (Chile)
Ngày phát sóng:11 tháng 3 năm 2007

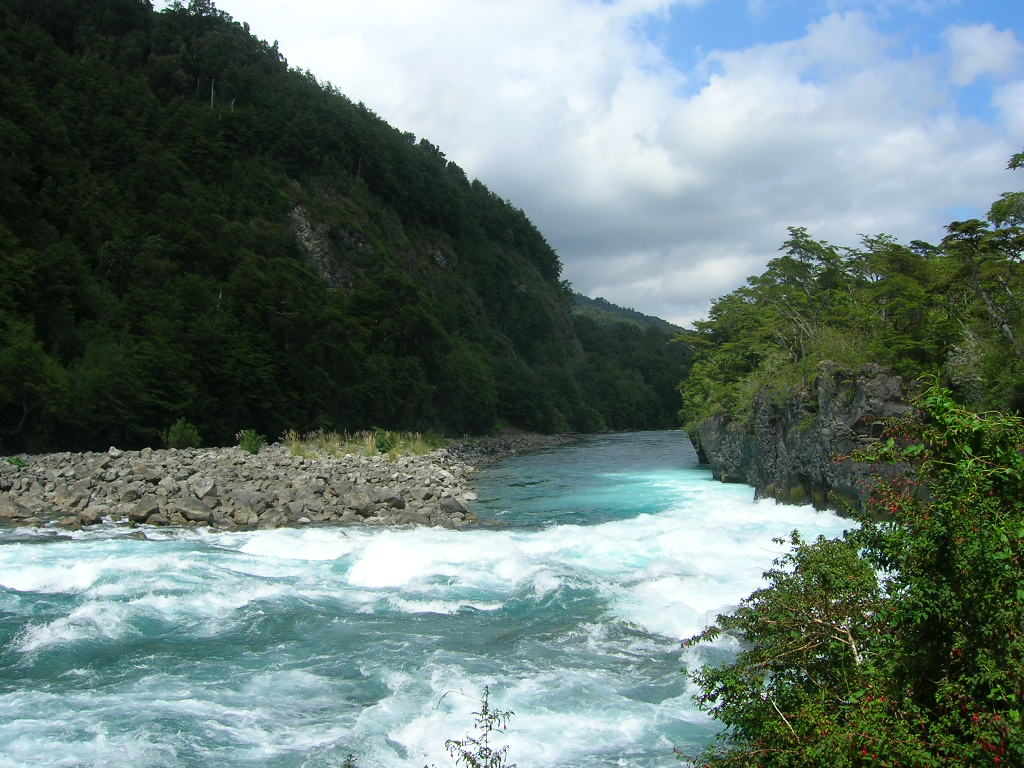
Dòng sông Petrohué ở miền Los Lagos ở Chile là nơi thực hiện Lựa chọn kép của chặng này.

- San Pedro de Atacama (Iglesia de San Pedro de Atacama)
- Calama (El Loa Airport) tới Puerto Montt (El Tepual Airport)
- Metri (Universidad de Los Lagos – Centro Acuicultura y Ciencias del Mar)
- Vườn quốc gia Vicente Pérez Rosales (Sông Petrohué – La Maquina)
- Vườn quốc gia Vicente Pérez Rosales (Playa Petrohué)

Trong Roadblock của chặng này, một thành viên trong nhóm đã phải chọn một bể nuôi cá 1.800 gallon (6.800 l), nhảy vào và bắt và chuyển tất cả 80 con cá bơn từ bể nuôi sang bể chứa đầu kia của trang trại. Sau khi kết thúc, chỉ dẫn tiếp theo của họ sẽ được tiết lộ ở đáy bể.
Trong Lựa chọn kép, các đội chơi lựa chọn giữa Vertical Limit hoặc River Wild. Trong Vertical Limit, các đội chơi phải đi bộ 200 yard(183m) để tới một vách đá và trèo hơn 40 foot(12m) để lấy chỉ dẫn. Mỗi một thành viên chỉ lấy một nửa chỉ dẫn mà thôi. Với River Wind, các đội chơi phải quay lại bờ sông của sông Rio Petrohué, nơi mà đội chơi phải chèo bè nhanh 2,5 mile(4 km). Nếu họ hoàn thành mức độ 3 hoặc 4, họ sẽ nhận được đầu mối tiếp theo.
Nhiệm vụ dọc đường
- Sau khi đáp chuyến bay tới Puerto Montt, các đội phải sử dụng phương tiện của chương trình để di chuyển suốt chặng.

### Chặng 4 (Chile→Argentina)

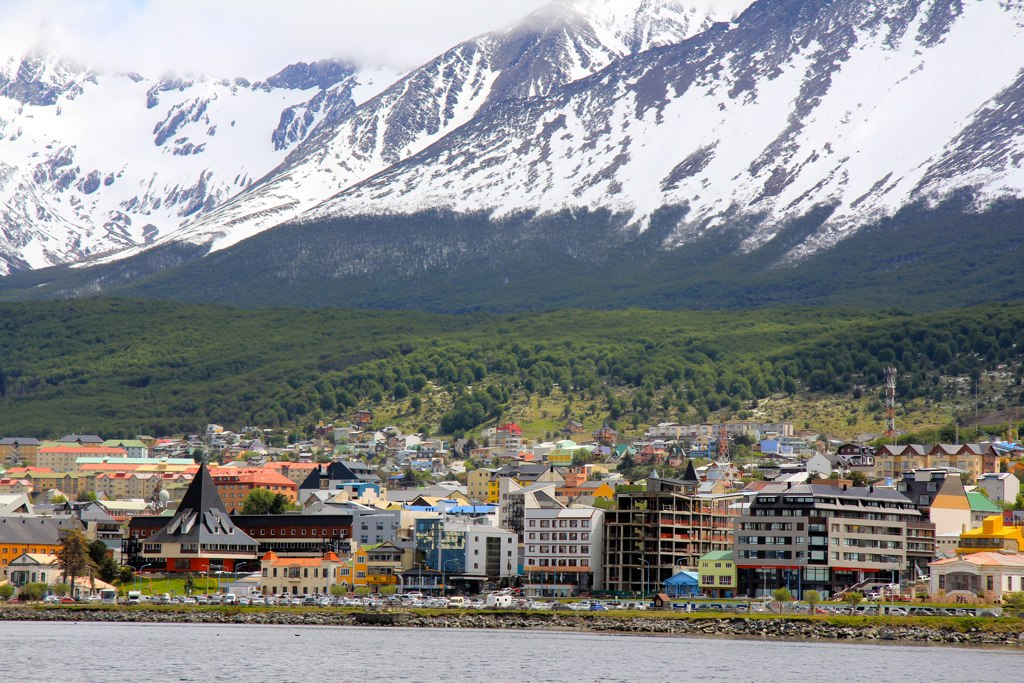
Ushuaia, Argentina, một trong các thành phố phía Nam của thế giới, được thăm bởi các đội chơi trong chặng này.

Ngày phát sóng: Ngày 11 tháng 5 năm 2007
- Puerto Montt (Sân bay El Tepual) tới Punta Arenas, (Sân bay quốc tế Presidente Carlos Ibáñez del Campo)
- Punta Arenas (Xác tàu Lord Lonsdale)
- Punta Arenas (Plaza Muñoz Gamero and Nautilus hoặc Plaza)
- Punta Arenas (Sân bay quốc tế Presidente Carlos Ibáñez del Campo) to Ushuaia, Tierra del Fuego, Argentina  (Sân bay quốc tế Ushuaia)
- Ushuaia (Playa Larga)
- Ushuaia (Vườn quốc gia Bahia Lapataia) tới Isla Redonda (bằng tiếng Tây Ban Nha) (Unidad Postal Fin del Mundo Post Office)
- Isla Redonda (Tàu ARA General Belgrano)

Lựa chọn kép lần này sẽ là sự lựa chọn giữa Navigate It hoặc Sign It. Trong Navigate It, các đội phải sử dụng bản đồ của Punta Arenas để tìm Plaza Muñoz Gamero, nơi mà một thủy thủ sẽ đưa cho họ một cái la bàn. Sau đó, sử dụng cái la bàn, các đội phải đi bộ xuống phía Nam tới tòa nhà Nautilus, một doanh nghiệp cứu hộ biển, nơi một người sẽ đưa cho họ chỉ dẫn tiếp theo. Trong Sign It, các đội phải chọn một cây sào và vật tư xây dựng và mang chúng lên một tầng cầu thang tới bản đồ củaFerdinand Magellan. Sử dụng bản đồ như một tài liệu tham khảo, các đội phải xác định cuộc thám hiểm vòng quanh thế giới của ông bắt đầu và kết thúc ở Seville. Sau đó, họ phải xây dựng một danh sách biển chỉ dẫn địa phương truyền thống theo thứ tự mười bốn cảng trong chuyến đi của mình. Trong khi các dấu hiệu không nhất thiết phải chỉ đúng hướng, tất cả các thành phố phải được viết đúng chính tả. Khi họ hoàn thành biển chỉ dẫn, họ sẽ nhận được chỉ dẫn tiếp theo.
Trong Roadblock của chặng này, một thành viên trong nhóm đã tìm kiếm trong 1.600 mẩu thư từ một hộp thư để tìm một trong hai lá thư gửi cho đội của họ (được viết bởi một trong những đội khác từ mùa của họ). Thành viên trong nhóm sau đó phải đọc thư cho thành viên còn lại, sau đó họ nhận được manh mối tiếp theo.
Nhiệm vụ dọc đường
- Khi đến Punta Arenas, các đội phải tìm thấy con tàu đắm  Lord Lonsdale  và tìm ra manh mối gần đó.
- Ở sân bay quốc tế Carlos Ibanez Del Campo, các đội phải đăng ký các chuyến bay tới Ushuaia, Argentina, được biết tới là các thành phố phía nam của thế giới. Các chuyến bay sẽ hạ cánh lần lượt lúc 8 giờ và 11 giờ.
- Ở Bahia Lapataia, các đội phải lấy một số để đặt một chỗ trên thuyền đến Isla Redonda. Thuyền khởi hành cứ sau 20 phút và chở tối đa hai đội một lần.

### Chặng 5 (Argentina→Mozambique)

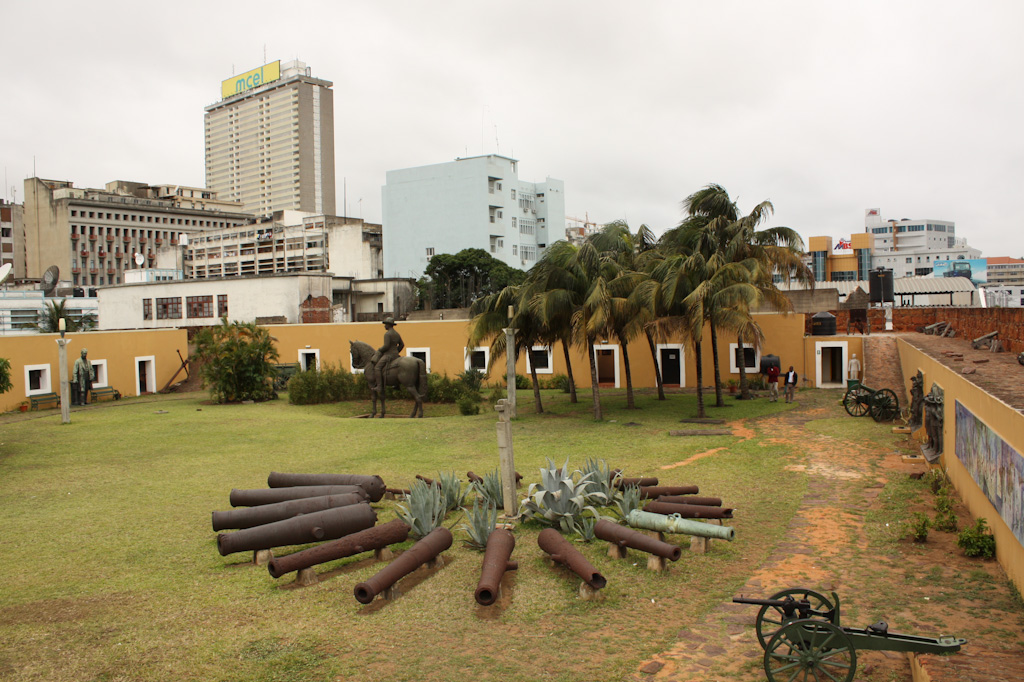
Fortaleza de Maputo là trạm dừng của chặng này tại Mozambique.

Ngày phát sóng: Ngày 18 tháng 5 năm 2007
- Ushuaia (Núi Martial)
- Ushuaia (Sân bay quốc tế Ushuaia) to Maputo, Mozambique  (Sân bay quốc tế Maputo)
- Bilene, Gaza (Apopo Khu tập luyện)
- Maputo (Praça dos Trabalhadores)
- Maputo (Chợ trung tâm Maputo)
- Maputo (Fortaleza de Maputo (bằng tiếng Bồ Đào Nha))

Trong Roadblock lần này, 1 thành viên phải hướng dẫn một con chuột Gambia tìm một lá cờ của cuộc đua phía trên một quả mìn đã ngừng hoạt động. Khi con chuột của họ đưa ra tín hiệu rằng nó tìm thấy thứ gì đó, Kỹ thuật viên mỏ Apopo sẽ tìm kiếm khu vực. Khi tìm thấy Dấu hiệu cuộc đua, đội sẽ nhận được chỉ dẫn tiếp theo.
Lựa chọn kép lần này là sự lựa chọn giữa Pamper hoặc Porter. Trong Pamper, các đội phải di chuyển (800m) tới chợ trung tâm Maputo, chọn một bộ sơn móng tay và thuyết phục mọi người trả tiền cho họ để sơn móng tay, cái mà ở Maputo là công việc thường được thực hiện bởi đàn ông. Các đội cần kiếm được ít nhất 30 MT(khoảng 1 đô la Mỹ) để nhận được chỉ dẫn tiếp theo của họ. Trong Porter, các đội phải đi 2 dặm(3,2 km) tới Mercado Janet, nơi họ sẽ sử dụng tay trần để lấp đầy mười túi 45 pounds(20 kg)than và may chúng để đóng miệng túi. Sau đó, các đội phải mang một trong những chiếc túi đến một địa chỉ cụ thể nơi chủ sở hữu sẽ đưa cho họ chỉ dẫn tiếp theo.
Nhiệm vụ dọc đường
- Tại Martial Glacier, các đội phải sử dụng đèn thu phát tuyết lở để tìm kiếm sông băng cho một đèn hiệu khác bị chôn vùi trong tuyết với manh mối tiếp theo. Điều này thông báo cho họ bắt đầu tại căn cứ của Núi Martial và đi thang máy, nhặt thiết bị và đi bộ 1 dặm(1,6 km) qua sông băng.
- Các đội được cung cấp vé trên một chuyến bay đến Maputo được đặt vào lúc 3:00 & p.m nhưng không có nghĩa vụ phải sử dụng chúng. Tuy nhiên, nếu các đội muốn đặt chuyến bay sớm hơn, thì họ sẽ phải mua vé tại một đại lý du lịch vì du khách không thể đặt chuyến bay quốc tế từ sân bay Ushuaia.

### Chặng 6 (Mozambique→Tanzania)

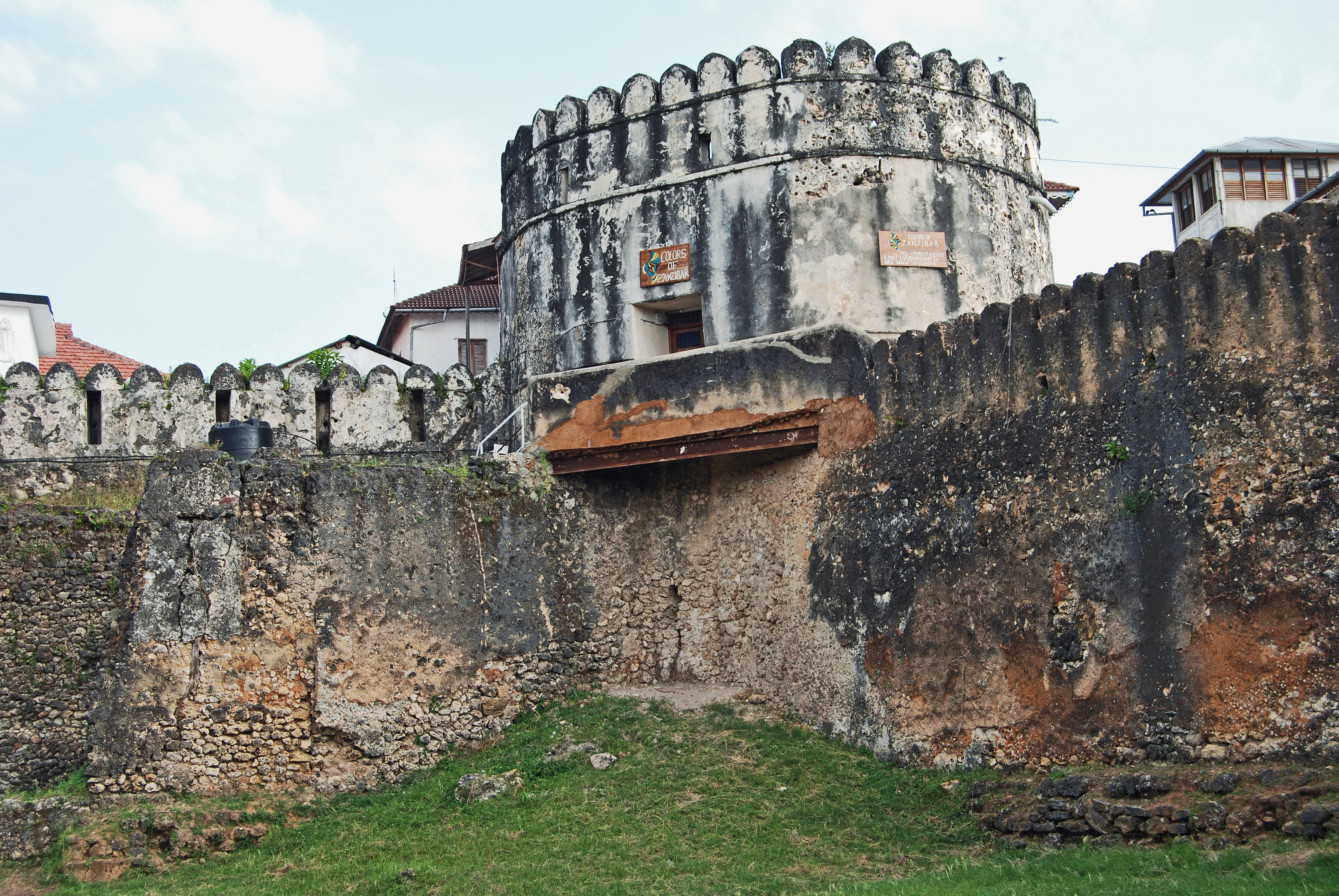
Các đội điểm danh tại Zanzibar tại Old Fort of Zanzibar ở Thị trấn Stone.

Ngày phát sóng: Ngày 25 tháng 3 năm 2007
- Maputo (Sân bay quốc tế Maputo) tới Dar es Salaam, Tanzania  (Sân bay quốc tế Julius Nyerere)
- Dar es Salaam (Phà Terminal) tới Zanzibar City, Zanzibar (Phà Terminal)
- Zanzibar City (Kiosk)
- Zanzibar City (Thị trấn Stone – Beyt al Chai hotel or Kijangwani – Kijangwani Lumber Yard)
- Kikungwi (Maasai Village)
- Zanzibar City (Thị trấn Stone – Old Fort of Zanzibar)

Detour là một lựa chọn giữa Solve It hoặc Schlep It. Trong Solve It, các đội phải đi một phần ba dặm (500 m) đến khách sạn Beyt al Chai, nơi họ sẽ ghép một câu đố 62 mảnh. Khi câu đố đã được giải chính xác và tái tạo một hình ảnh từ phong cách nghệ thuật địa phương của  tinga tinga , các đội sẽ nhận được chỉ dẫn tiếp theo của họ. Trong Schlep It, các đội phải đi 1 dặm(1,6 km) đến Kijangwani Lumber Yard. Khi đó, họ phải chọn một chiếc xe tay ga địa phương, vận chuyển các khúc gỗ nặng 50 pounds(23 kg) , sau đó đưa chúng hơn một dặm (1.6 km) đến xưởng đóng thuyền Dhow(1 loại thuyền địa phương). Khi họ giao các khúc gỗ, các đội sẽ nhận được chỉ dẫn tiếp theo của họ.
Trong  Roadblock của chặng này, một thành viên trong nhóm đã phải học cách sử dụng vũ khí bằng gỗ Maasai truyền thống gọi là  rungu . Họ phải ném vũ khí 65 feet (20m) vào mục tiêu đất sét để phá vỡ mục tiêu và tiết lộ manh mối tiếp theo của họ ẩn giấu bên trong.
Nhiệm vụ dọc đường
- Tại bến phà Dar es Salaam, các đội phải rút số cho một trong lá phiếu của tàu sẽ đưa họ đến Zanzibar.

### Chặng 7 (Tanzania→Ba Lan)

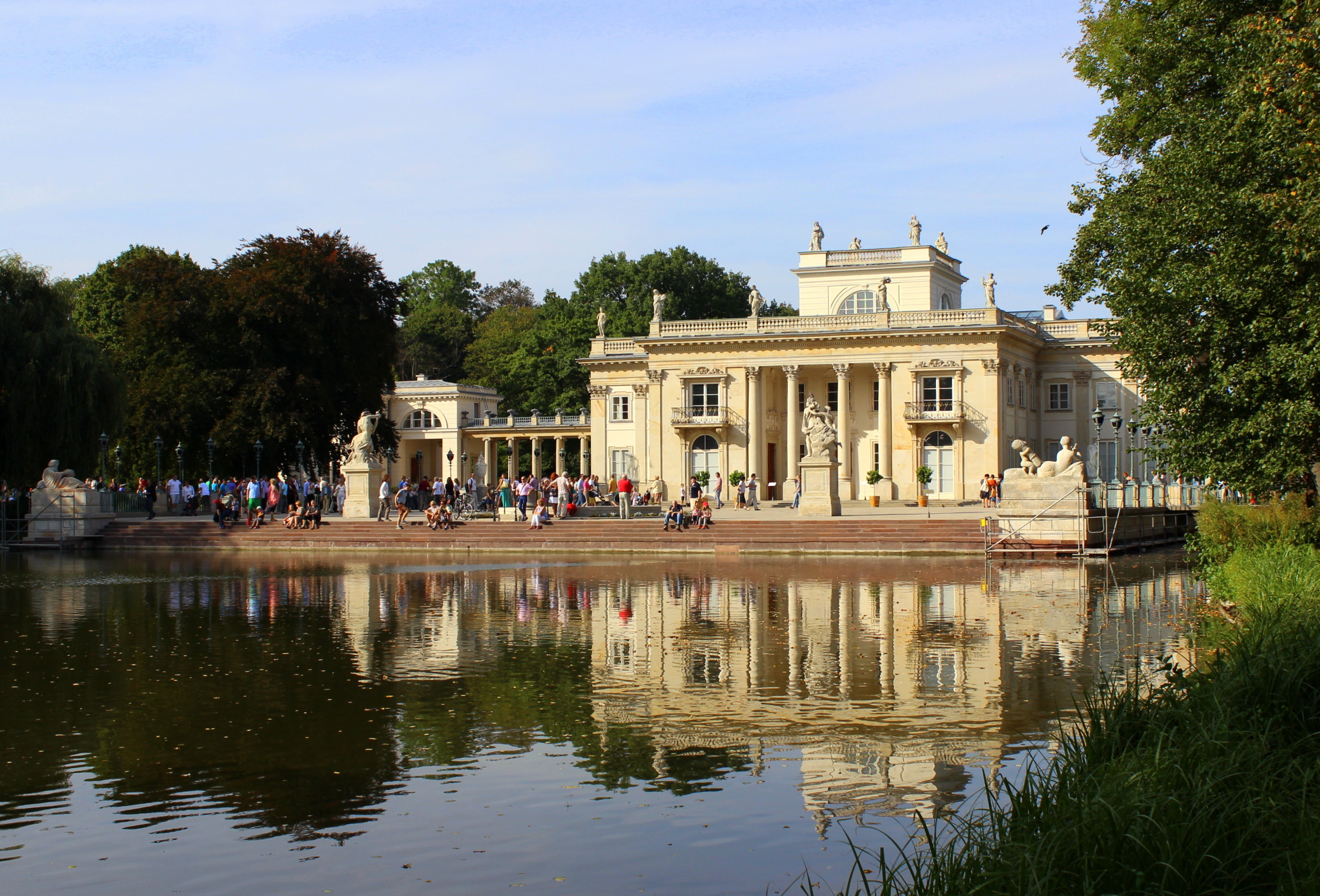
Các đội dừng chân tại lâu đài Łazienki ở Warszawa, nhìn ra hồ phản chiếu của nó.

Ngày phát sóng: 1 tháng 4 năm 2007
- Thành phố Zanzibar (Sân bay quốc tế Abeid Amani Karume) tới Warszawa, Ba Lan  (Sân bay Warszawa Chopin)
- Warsaw (Lâu đài Czapski)
- Warszawa (Lâu đài Prymas hoặc Cửa hàng Escada và Panoramik Laboratory (bằng tiếng Ba Lan))
- Warszawa (Công viên Łazienki – Tượng đài vua Jan III Sobieski) (Không được phát sóng)
- Warszawa (Lâu đài Łazienki)

Detour lần này là sự lựa chọn giữa Perfect Pitch hoặc Perfect Angle. Trong Perfect Pitch, cái mà kỷ niệm Frédéric Chopin, các đội phải đi được ba phần tư dặm (1 km) đến Cung điện Prymas và chọn một cái Piano. Sau đó, họ phải sử dụng các công cụ được cung cấp để điều chỉnh một phím của bàn phím. Khi nghệ sĩ hòa âm chơi một bản nhạc của Chopin và xác định rằng đàn piano mà họ đã sửa đồng điệu, anh ta sẽ đưa cho họ chỉ dẫn tiếp theo. Trong Perfect Angle, cái mà kỷ niệm Marie Curie, các đội đã đi khoảng nửa dặm (800 m) đến Cửa hàng Escada, lấy ma-nơ-canh và mang nó đi 400 yard(400m) sang Phòng thí nghiệm Panoramik. Khi đó, các đội phải sử dụng máy x-quang để xác định chỉ dẫn được nhúng bên trong ma-nơ-canh của họ; nó cần được định vị ở một góc rất cụ thể để hình ảnh hiển thị tên của điểm đến tiếp theo của chúng.
Roadblock chưa được công bố có sự tham gia của các thành viên trong đội phải chèo thuyền ra hồ bơi phản chiếu từ công viên đến cung điện (không biết thêm chi tiết).
Nhiệm vụ dọc đường
- Ở cung điện Czapski, các đội phải tìm một người đóng giả Frédéric Chopin, người sẽ đưa ra chỉ dẫn tiếp theo của họ.
- Sau khi hoàn thành Detour, các đội nhận được bảng tính hoặc giấy x-quang, từ đó họ phải xác định vị trí tiếp theo của họ là tượng đài vua Jan III Sobieski tại công viên Łazienki.

Ghi chú
- Do số lượng chuyến bay từ Zanzibar đến Warsaw bị hạn chế, các đội đã được cung cấp vé cho chuyến bay với thời gian đến là 11: 25 sáng ngày hôm sau nhưng không có nghĩa vụ sử dụng chúng.

### Chặng 8 (Ba Lan)
Ngày phát sóng: 1 tháng 4 năm 2007

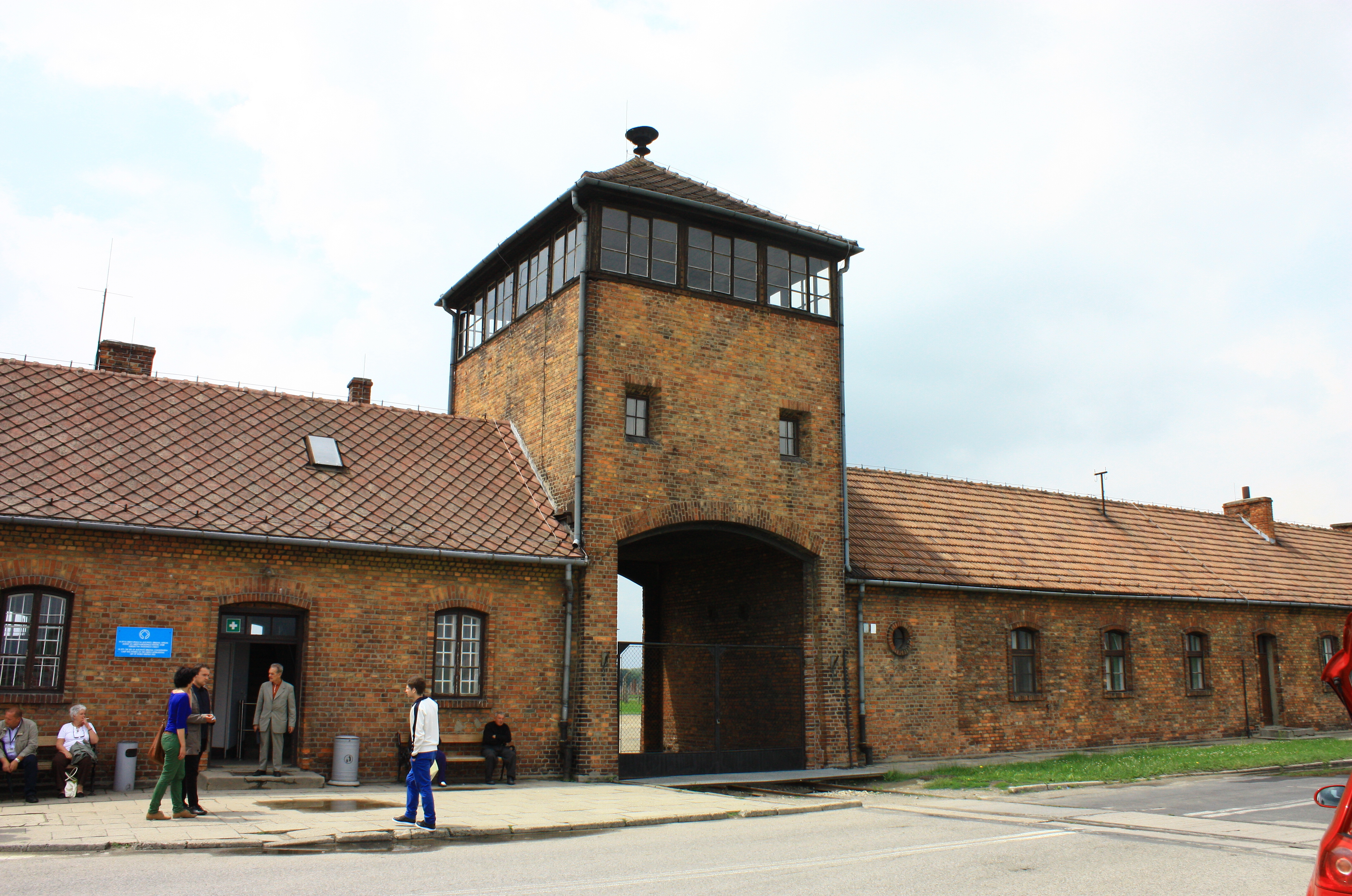
Tại Ba Lan, các đội đã đến thăm trại tập trung Auschwitz và tỏ lòng thành kính với hàng triệu người thiệt mạng trong cuộc thảm sát ở Holocaust.

- Warsawa (Đài tưởng niệm Nhà nước ngầm Ba Lan và Quân đội Armia Krajowa) tới Oświęcim (Auschwitz-Birkenau)
- Kraków (Nhà hát Juliusz Słowacki) 
  -  Kraków (Quảng trường chợ chính - Tháp cứu hỏa và Tòa thị chính)
- Kraków (Okrąglak (bằng tiếng Ba Lan) hoặc Khu phố Do Thái cổ – Tiệm bánh J. Mazurek và Klezmer Hois Lưu trữ ngày 20 tháng 10 năm 2018 tại Wayback Machine)
- Sułoszowa (Pieskowa Skała)

Trong Fast Forward đầu tiên của  Cuộc đua , một cặp đội mới tham gia đã phải leo lên cầu thang của tháp cứu hỏa của Nhà thờ Thánh Mary và Tháp Tòa thị chính nằm ở Quảng trường Chợ Chính. Họ phải đếm xem có bao nhiêu cầu thang, cộng các số này lại với nhau và trình bày tổng số cho một người bảo vệ trên đỉnh tháp cứu hỏa. Nếu họ có câu trả lời đúng (348), cả hai đội sẽ giành được chỉ dẫn tới thẳng trạm dừng.
Trong Detour của chặng này, các đội phải đối mặt với sự lựa chọn giữa Eat It Up hoặc Roll It Out. Trong Eat It Up, các đội phải bắt cặp với nhau và phải đi 1,5 dặm(2.4 km) đến một thị trường cũ. Khi đó, mỗi thành viên trong nhóm phải sử dụng các phương pháp truyền thống để tạo ra xúc xích kiełbasa Ba Lan (7.6 cm). Các đội sau đó sẽ được phục vụ 8 feet (2,4 m) kiełbasa nấu chín. Khi mỗi người ăn 2 feet(0,61 m) xúc xích, các đội sẽ nhận được chỉ dẫn tiếp theo. Trong Roll It Out, các đội phải bắt cặp nhau và di chuyển 1,5 dặm (2,4 km) đến tiệm bánh J. Mazurek trong Kazimierz của thành phố, người Do thái khu phố cổ, và cuộn đúng cách hai mươi cái bánh mỳ. Khi kết thúc, họ sẽ chuyển một gói bánh mì một phần tư dặm (400 m) cho Klezmer Hois và nhận được chỉ dẫn tiếp theo của họ. Khi các đội hoàn thành Detour, họ không bắt cặp với nhau nữa nữa
Trong Roadblock của chặng này, một thành viên trong đội phải mặc một bộ áo giáp thời trung cổ, sau đó dẫn một con ngựa dài nửa dặm (800 m) xuyên qua khu rừng đến cổng lâu đài. Khi ở lâu đài, họ phải giao ngựa cho cậu bé, vào sân và tìm kiếm Trạm dừng.
Nhiệm vụ dọc đường
- Tại tượng đài của Nhà nước ngầm Ba Lan và Lực lượng Armia Krajowa, các đội phải chọn vé cho một trong hai xe buýt đã được đặt trước đến điểm đến tiếp theo của họ.
- Tại Auschwitz-Birkenau, các đội phải thắp một ngọn nến tưởng niệm trên đường ray xe lửa để tôn vinh những người đã mất mạng trong Cuộc thảm sát Holocaust. Một khi họ im lặng tưởng niệm, họ sẽ nhận được chỉ dẫn tiếp theo.
- Tại Nhà hát Juliusz Słowacki, các đội gặp phải làm theo yêu cầu của Giao điểm: hai đội đồng ý làm việc với nhau cho đến khi có thông báo mới.
- Sau khi hoàn thành Detour, các đội phải tìm những chiếc xe được đánh dấu ở bãi đậu xe gần đó và tự lái đến Sułoszowa

### Chặng 9 (Ba Lan→Malaysia)

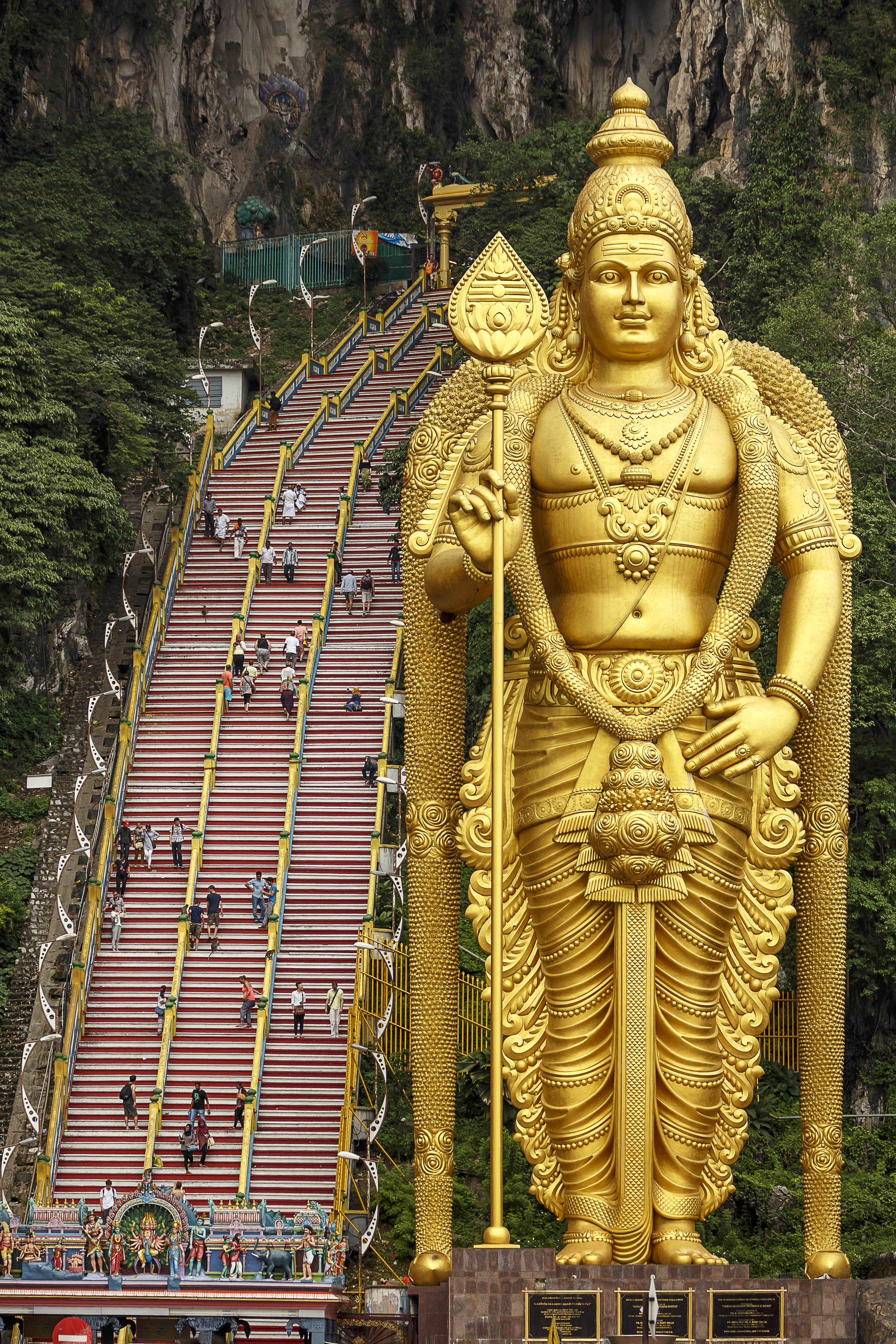
Khi di chuyển đến Malaysia, các đội phải leo lên nhiều bậc trên cầu thang của Động Batu để tìm manh mối.

Ngày phát sóng: Ngày 8 tháng 4 năm 2007
- Kraków (Sân bay quốc tế Kraków John Paul II) to Kuala Lumpur, Malaysia  (Sân bay quốc tế Kuala Lumpur)
- Sepang (Sân bay quốc tế Kuala Lumpur) tới Kuala Lumpur (Trạm tàu Putra hoặc Trạm tàu Sentul)
- Kuala Lumpur (Trạm tàu Putra hoặc Trạm tàu Sentul) tới Gombak (Động Batu)
- Kuala Lumpur ([Kampung Baru – Nhà thờ Hồi giáo Kampung Baru)
- Kuala Lumpur (Dewan Lama hoặc Chow Kit Bomba)
- Kuala Lumpur (Taman Sri Hartamas – Xe chở báo)
- Kuala Lumpur (Carcosa Seri Negara)

Trong Detour của chặng này, sự lựa chọn là giữa Artistic Expression hoặc Cookie Confection. Trong Biểu hiện nghệ thuật, các đội cần đi một phần ba dặm (500 m) đi bộ đến Dewan Lama. Khi đó, họ phải sử dụng một kỹ thuật truyền thống được gọi là  batik  để sao chép chính xác một trong ba mẫu lên một mảnh vải 45 feet vuông(5m vuông). Sau đó, họ phải nhuộm vải làm cho nghệ nhân cảm thấy hài lòng, người sẽ cho họ chỉ dẫn tiếp theo. Trong Cookie Confection, các đội đã đi bộ đến Chow Kit Bomba nửa dặm (800m), đặt một quầy hàng được đánh dấu và tìm kiếm trong 600 hộp bánh quy lễ hội truyền thống của Malaysia. Họ phải tìm kiếm bằng cách cắn vào bánh quy, để tìm một cái có cam thảo trong nhân bánh màu đen. Nhà cung cấp bánh quy sau đó sẽ cung cấp cho họ chỉ dẫn tiếp theo.
Trong Roadblock của chặng này, một thành viên trong nhóm sẽ tham gia vào công việc tái chế giấy trong công cuộc bảo vệ môi trường của Malaysia. Các thành viên trong nhóm phải chọn một chiếc xe đạp có xe đẩy bên cạnh, sau đó lùng sục khu phố để cư dân sẵn sàng đưa cho họ những tờ báo đã sử dụng. Một khi họ đã thu thập đủ tờ báo để tạo ra một chồng xấp xỉ cao, họ sẽ nhận được chỉ dẫn tiếp theo.
Nhiệm vụ dọc đường
- Tại động Batu, các đội phải leo lên các bậc thang và tìm kiếm chỉ dẫn tiếp theo.
- Tại quận Kampung Baru, các đội phải tìm Nhà thờ Hồi giáo Kampung Baru và tìm kiếm cây cầu cho chỉ dẫn tiếp theo của họ, nơi họ gặp phải một Yield.
- Tại khu phố Taman Sri Hartamas, các đội phải tìm kiếm một người bán báo với một chiếc xe tải giao hàng để có được chỉ dẫn tiếp theo của họ

### Chặng 10 (Malaysia→Hồng Kông)

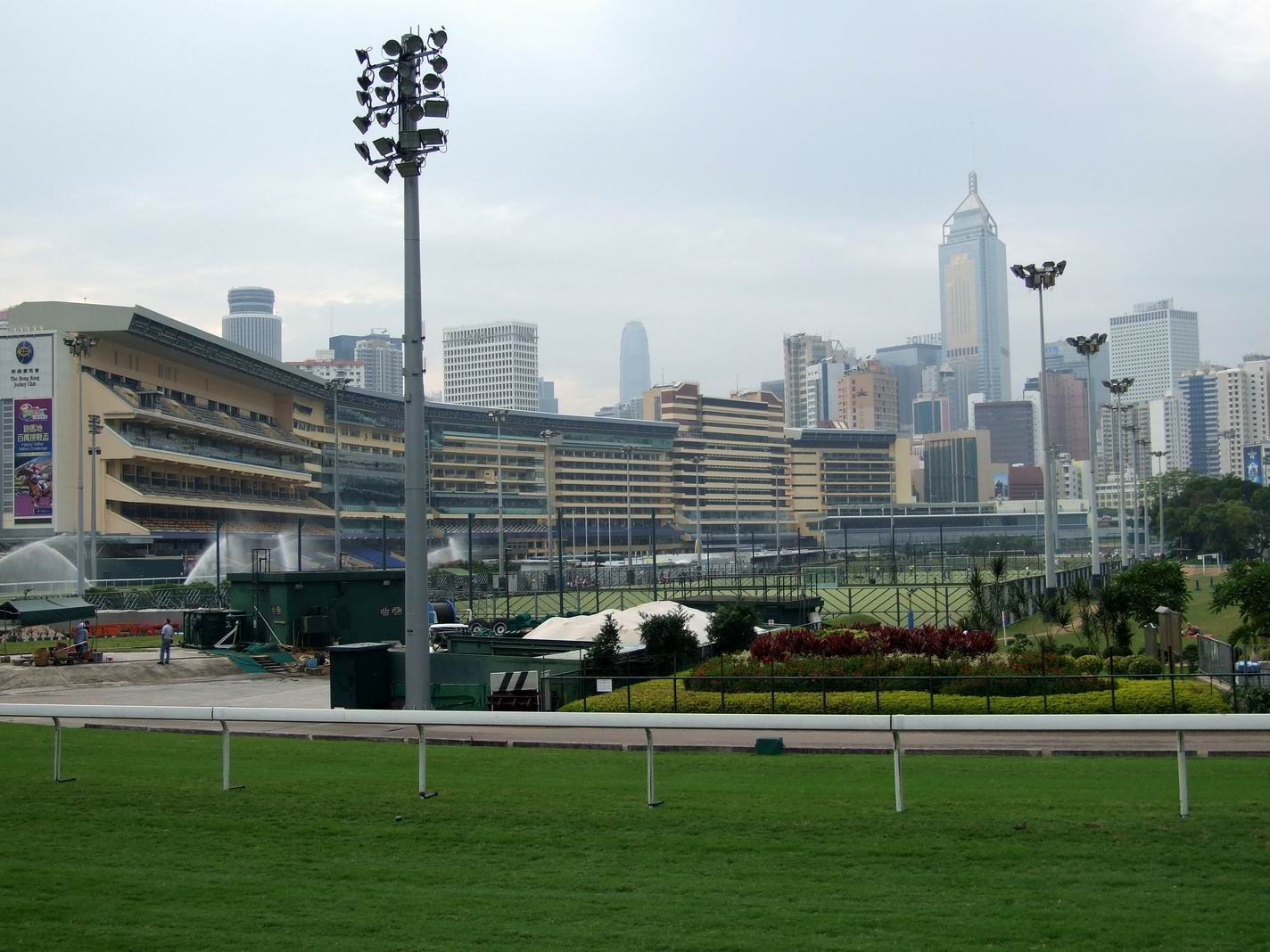
Trường đua Happy Valley tại Hội đua ngựa Hồng Kông là trạm dừng của chặng này.

Airdate:Ngày 15 tháng 4 năm 2007
- Kuala Lumpur (Sân bay quốc tế Kuala Lumpur) tới Chek Lap Kok, Hồng Kông , Trung Quốc  (Sân bay quốc tế Hồng Kông)
- Yau Tsim Mong District (Đường Hankow –Tiệm giặt khô Sun Wah Kiu)
  -  Quận Cửu Long Thành (Sân bay Kai Tak)
- Quận Thâm Thủy Bộ (Phố Tonkin) hoặc quận Kowloon (Đường Nga Tsin Wai)
- Quận Yau Tsim Mong (Bến phà Tsim Sha Tsui) tới Quận Trung Tây (Bến phà trung tâm)
- Quận Trung Tây (Trụ sở cảnh sát thị trấn Kennedy cũ)
- Quận Đông (Công viên Victoria)
- Quận Loan Tể (Trường đua Happy Valley – Hội đua ngựa Hồng Kông)

Fast Forward yêu cầu một đội phải đi 5 dặm (8 km) đến một phim trường đặt tại Sân bay Kai Tak cũ, nơi một diễn viên đóng thế tốc độ cao đang được quay cho một bộ phim hành động. Họ phải lên xe với một người lái xe đóng thế và hoàn thành khóa học đóng thế, liên quan đến những khúc cua sắc nét và chiếc xe bị lật. Sau khi hoàn thành khóa học đóng thế, đội sẽ giành được chỉ dẫn tới thẳng trạm dừng.
Detour lần này là sự lựa chọn giữa Kung Fu Fighting hoặc Lost in Translator. Trong Kung Fu Fighting, các đội phải di chuyển 5mile (8 km) đến đường Bắc Bộ và tìm ra Khu cảnh sát Cheung Sha Wan trước đây. Khi đó, họ phải leo lên một giàn giáo tre 11 tầng, trong khi tránh một trận chiến giả giữa các diễn viên đóng thế kung fu, để lên đến đỉnh và lấy lại chỉ dẫn tiếp theo của họ. Trong Lost in Translator, các đội cần di chuyển 4 dặm (6,4 km) tới thành phố Kowloon và tìm đường Nga Tsin Wai. Khi đó, họ phải tìm kiếm trong số hàng trăm kí tự Hán tự tương tự cho một kí tự cụ thể "滿玉時裝晚裝" được hiển thị trong chỉ dẫn. Khi họ tìm thấy cửa hàng phù hợp, chủ cửa hàng sẽ đưa cho họ chỉ dẫn tiếp theo của họ.
Trong Roadblock của chặng này, một thành viên trong nhóm phải đạp cửa trong Trụ sở cảnh sát thị trấn Kennedy cũ, và tìm kiếm các phòng cho chỉ dẫn tiếp theo của họ.
Nhiệm vụ dọc đường
- Tại Tiệm giặt khô Sun Wah Kiu, các đội đã nhận được chỉ dẫn tiếp theo từ thợ giặt ủi.
- Tại Công viên Victoria, các đội phải tiến tới những mô hình thuyền ở trên hồ và một con gnome của Travelocity. Sau đó, họ phải cân bằng gnome trên thuyền và kéo chiếc thuyền mô hình từ đầu ao này sang đầu kia. Nếu gnome rơi xuống nước, họ phải bắt đầu lại. Khi họ thành công trong việc đưa gnome đi qua, họ có thể lấy lại chỉ dẫn tiếp theo của họ từ đáy chiếc thuyền mô hình.

### Chặng 11 (Hồng Kông→Ma Cao)

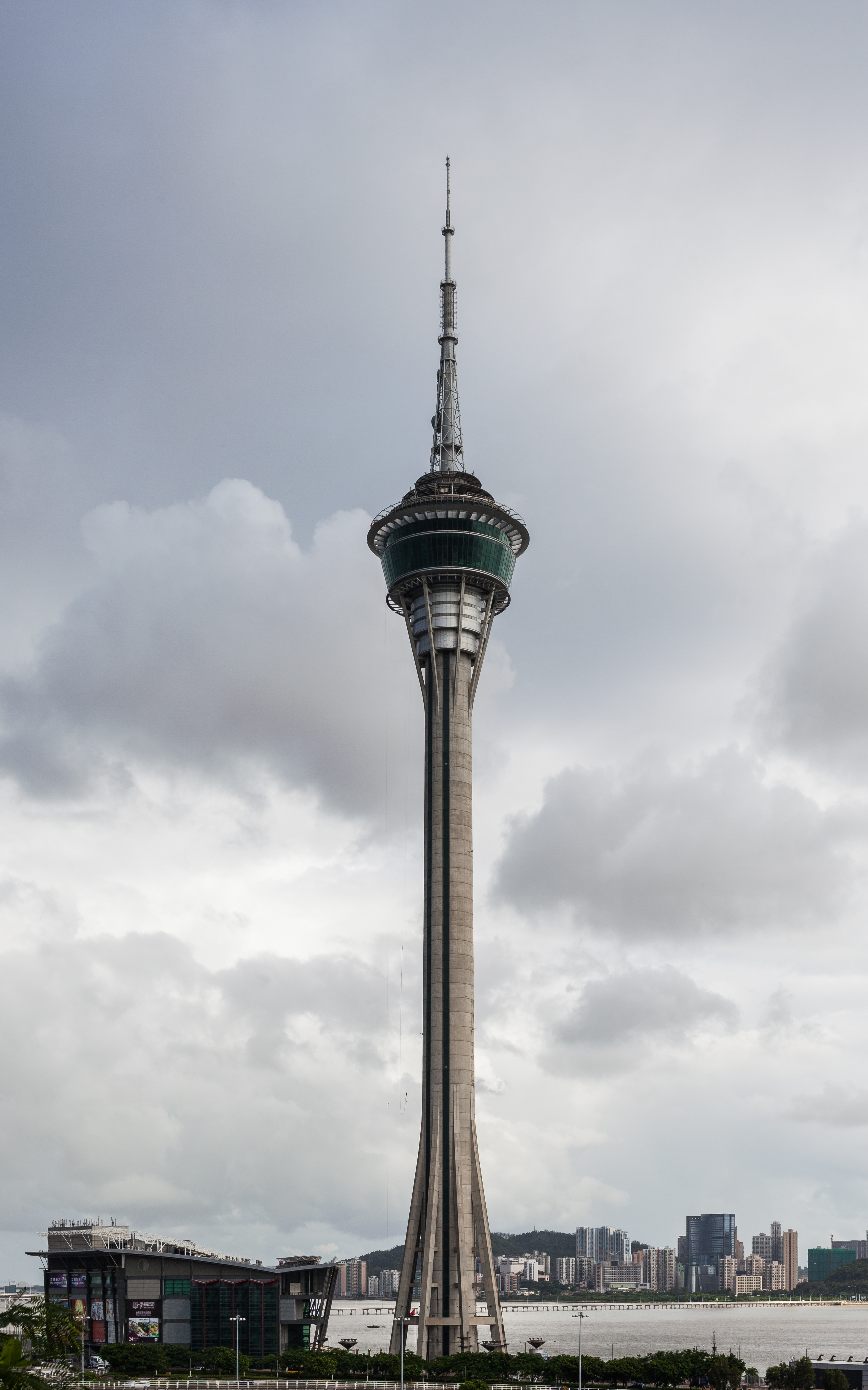
Tháp Macau là nơi diễn ra Roadblock của chặng này.

Ngày phát sóng: Ngày 22 tháng 4 năm 2007
- Quận Trung Tây (Khách sạn Conrad Hong Kong)
- Quận Trung Tây (Phà Hồng Kông - Ma Cao) tới Freguesia da Sé, Ma Cao  (Bến phà hàng hải Ma Cao)
- Freguesia da Sé (Tháp Macau)
- Freguesia de São Lázaro (Khu vườn Lou Lim Ieoc)
- Freguesia de Nossa Senhora de Fátima (Edificio Fabril Veng Kin) hoặc Freguesia da Sé (Hồ Nam Van)
- Freguesia de São Lázaro (Rua de Silva Mendes)
- Freguesia de Nossa Senhora do Carmo (Đường mòn công viên Taipa Pequena 2000)

Roadblock lần này thử thách 1 thành viên trong nhóm thực hiện cú nhảy bungee cao nhất thế giới (vào thời điểm đó) bằng cách đầu tiên đi bộ quanh vành ngoài của tầng quan sát trước khi nhảy xuống khỏi Tháp Macau để ngã 660 feet(200m) xuống đất. Khi họ hạ cánh, họ nhận được chỉ dẫn tiếp theo.
Detour là sự lựa chọn giữa Noodle hoặc Dragon. Ở Noodle, các đội đã đi đến nhà máy của Fábrica de Sopa de Fita Weng Kei bên trong Edificio Fabril Veng Kin, chọn một trạm làm mì và sử dụng các phương pháp truyền thống để làm phẳng và cắt bột thành hai bó Mì sợi Trung Quốc. Các đội phải làm đúng theo yêu cầu để nhận được manh mối tiếp theo của họ. Trong Dragon, các đội phải đi đến một nhà kho, lấy đầu rồng và trống và mang theo ba phần tư dặm (1.2 km) đến bến cảng tại hồ Nam Vân. Ở đó, họ phải gắn đầu rồng vào một thuyền rồng phù hợp và giao trống cho chủ thuyền để nhận chỉ dẫn tiếp theo.
Nhiệm vụ dọc đường
- Sau khi tới Bán đảo Ma Cao bằng TurboJET, các đội phải tìm một người đàn ông bên cạnh xe kéo bên ngoài bến phà ngoài cảng, người sẽ cho họ manh mối tiếp theo. Các đội sau đó đã phải "di chuyển bằng taxi đến cấu trúc cao nhất ở Ma Cao", Tháp Macau, nơi họ sẽ tìm thấy một Yield và manh mối tiếp theo của họ.
- Tại Rua de Silva Mendes, các đội phải tìm những chiếc xe Mini Moke được đánh dấu trước Instalações do Departamento de Trânsito và tự lái xe đến Trạm dừng chân trên Đãng Tể

Ghi chú
- Các đội bắt đầu chặng thứ mười một bên ngoài Khách sạn Conrad Hong Kong.

### Chặng 12 (Ma Cao→Guam)

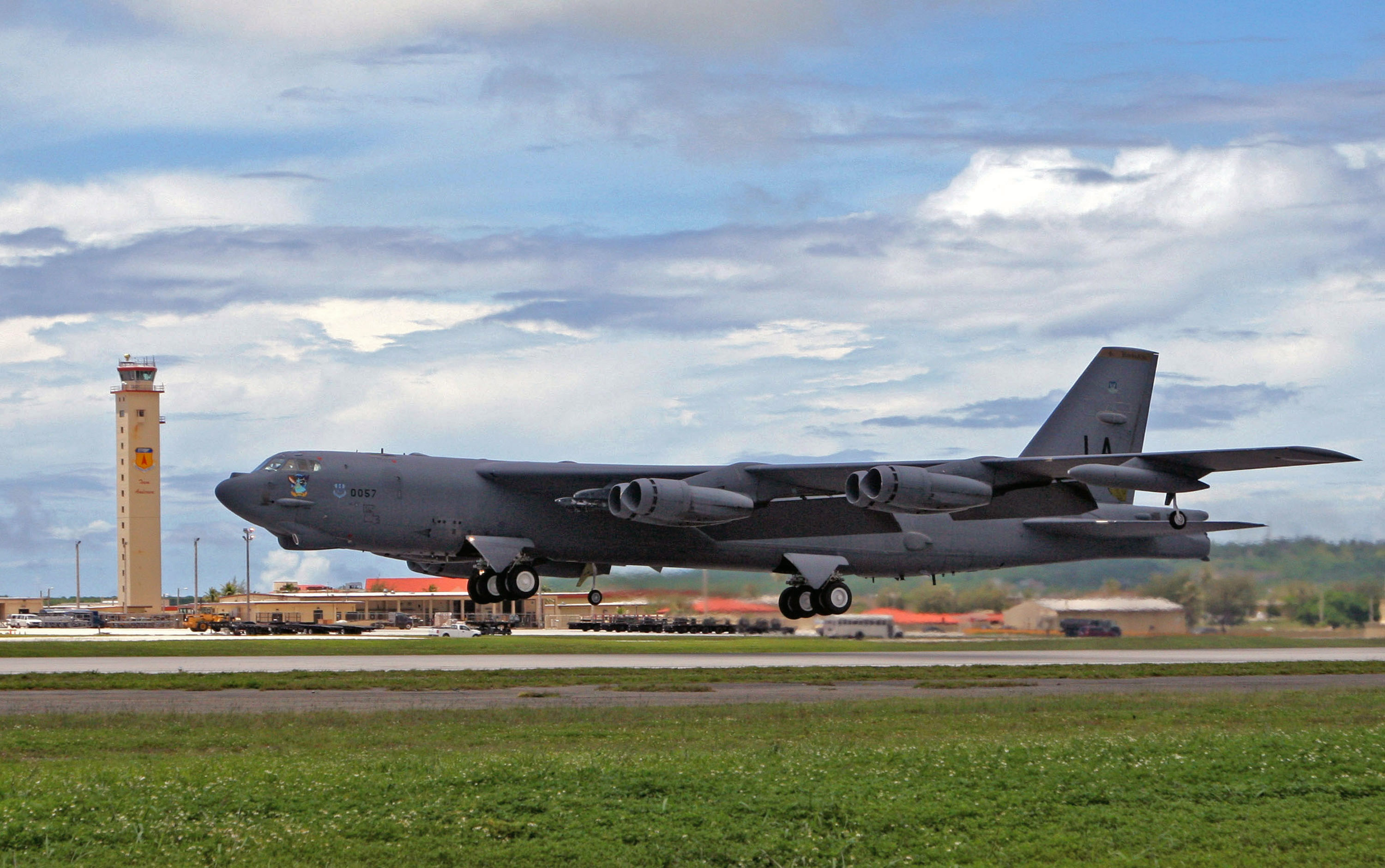
Boeing B-52 đã là nơi diễn ra 1 trong 2 nhiệm vụ của Detour tại Guam.

Ngày phát sóng:Ngày 29 tháng 4 năm 2007
- Freguesia da Sé (Bến phà ngoài cảng) tới quận Trung Tây, Hồng Kồng (Phà Hồng Kông - Ma Cao)
- Chek Lap Kok (Sân bay quốc tế Hồng Kông) tới Tamuning, Guam , Hoa Kỳ  (Sân bay quốc tế Antonio B. Won Pat)
- Yigo (Căn cứ không quân Andersen)
- Santa Rita (Bán đảo Orote – Căn cứ hải quân Hoa Kỳ)
- Umatac (Pháo đài Soledad)

Detour lấy cảm hứng từ Không quân Hoa Kỳ là sự lựa chọn giữa Care Package hoặc Engine Care. Trong Care Package, các đội tìm đường đến nhà kho, chọn trạm tải và lấp đầy500 pound (230 kg) gói với các mặt hàng viện trợ nhân đạo khác nhau cho một hòn đảo lân cận. Sau khi hoàn thành, các đội phải lên một Boeing C-17 Globemaster III và tham gia vào bài tập huấn luyện airdrop. Mặc dù dễ dàng hơn, nhiệm vụ sẽ mất ít nhất nửa giờ. Khi họ hạ cánh, chủ tải sẽ đưa cho họ chỉ dẫn tiếp theo của họ. Trong Engine Care, các đội phải làm sạch vỏ động cơ trên Boeing B-52,và quét phần nắp liên quan trên cánh. Khi trung sĩ hài lòng với công việc của họ, một nhân viên bảo trì sẽ đưa cho họ manh mối tiếp theo của họ.
Trong Roadblock của chặng này, một thành viên trong nhóm phải thực hiện nhiệm vụ tìm kiếm và cứu hộ. Sử dụng thiết bị định vị GPS cầm tay, họ phải điều hướng trong rừng rậm. Các thành viên trong nhóm phải tìm một trong bốn huấn luyện sĩ quan, người đã cung cấp các tọa độ chỉ đạo họ đến bãi đáp. Sau đó, họ dùng radio và lựu đạn khói để ra hiệu cho một chiếc trực thăng cứu hộ đến đón họ. Chiếc trực thăng đưa họ trở lại với đồng đội của họ, nơi họ nhận được chỉ dẫn tiếp theo.
Nhiệm vụ dọc đường
- Sau khi hạ cánh ở đảo Guam, các đội phải chọn những phương tiện được đánh dấu và tự lái đến căn cứ không quân Andersen. Khi ở căn cứ, do lo ngại về quân sự, họ phải chọn một đội hộ tống quân sự để đưa họ đến tháp điều khiển của Căn cứ Không quân, nơi họ phải leo lên đỉnh để tìm chỉ dẫn tiếp theo.
- Trước khi đến căn cứ hải quân Hoa Kỳ ở bán đảo Orote, một người hộ tống hải quân đã đưa các đội đến một địa điểm cụ thể.

### Chặng 13 (Chặng chung kết) (Guam→Hoa Kỳ)

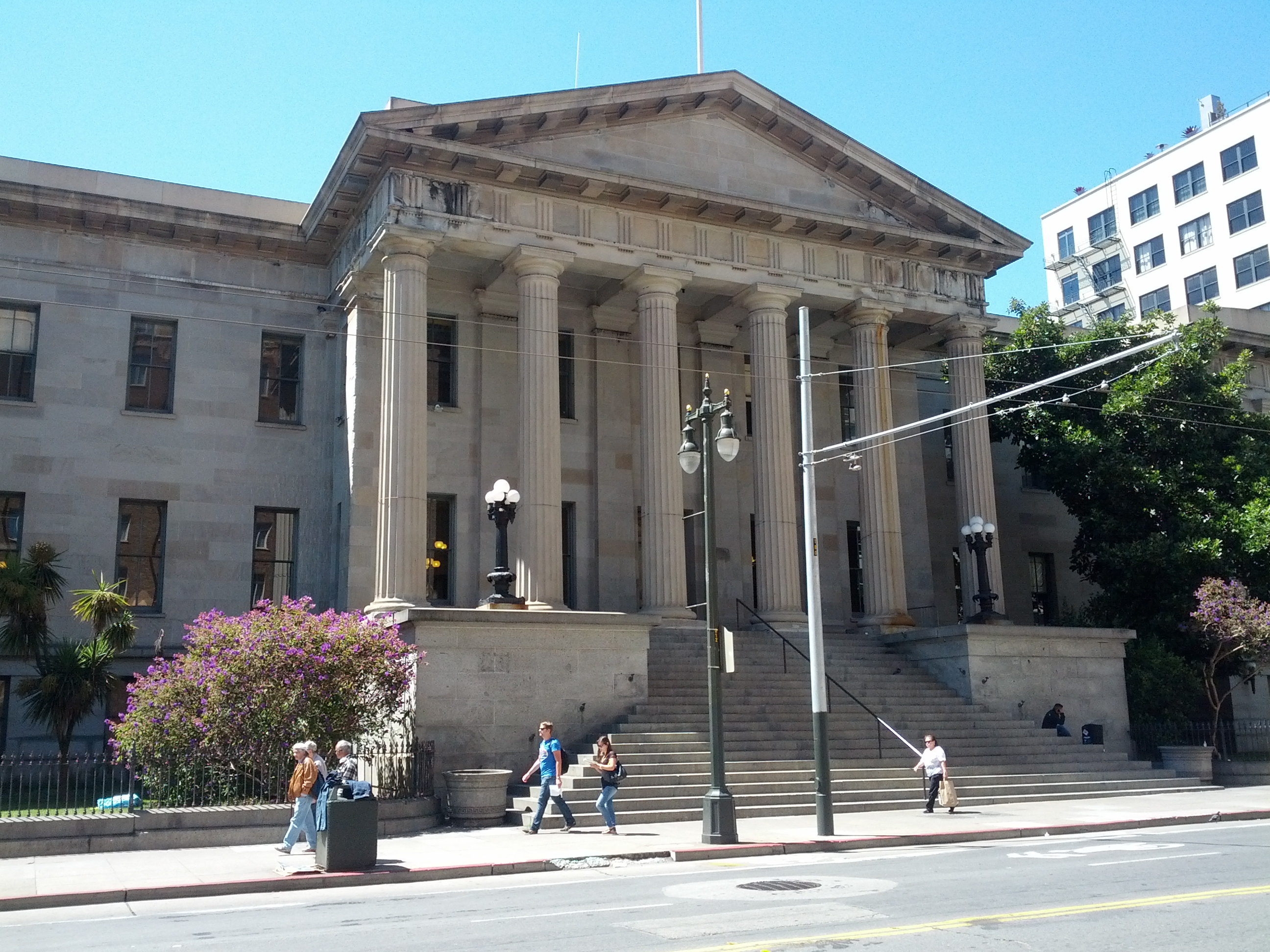
Trong chặng chung kết tại San Francisco, các đội đã đến thăm San Francisco Mint cho nhiệm vụ cuối cùng.

Ngày phát sóng: Ngày 6 tháng 5 năm 2007
- Tamuning (Sân bay quốc tế Antonio B. Won Pat) tới Honolulu, Hawaii  (Sân bay quốc tế Honolulu)
- Honolulu (Kamaka Air Hangar) tới thành phố Lanai, Lanai (Sân bay Lanai)
- Lanai (Kaumalapau Harbor)
- Lanai (Vác đá biển)(Không được phát sóng)[4][5]
- Lanai (Shipwreck Beach)
- Thành phố Lanai (Sân bay Lanai) tới Honolulu (Hang động Kamaka)
- Honolulu (Sân bay quốc tế Honolulu) tới Oakland, California  (Sân bay quốc tế Oakland)
- San Francisco (Nhà Grateful Dead) (Không được phát sóng)
- San Francisco (San Francisco Old Mint)
- San Francisco (Vườn bách thảo San Francisco)

Detour cuối cùng là sự lựa chọn giữa Under hoặc Over. Ở Under, các đội phải bơi vào một hang động dưới nước và lấy một chỉ dẫn neo vào sàn hang. Trong Over, các đội phải sử dụng ván chèo và chèo cùng nhau để đến được một chiếc phao có chỉ dẫn tiếp theo.
Sau detour, các đội phải di chuyển bằng thuyền đến một vách đá nơi một thành viên trong nhóm phải hoàn thành một Roadblock nhảy ra khỏi một vách đá cao 30 foot (9,1 m) để nhận được chỉ dẫn tiếp theo của họ. Nhiệm vụ này không được phát sóng
Nhiệm vụ dọc đường
- Khi đến Honolulu, các đội phải tiến tới Kamaka Air Hangar nơi họ phải đăng ký một trong ba máy bay trực thăng sẽ đưa họ đến Lanai cách nhau 10 phút. Khi họ hạ cánh, họ phải chọn một chiếc xe jeep được đánh dấu với đầu mối tiếp theo hướng dẫn các đội tự lái đến cảng Kaumalapau để nhận manh mối tiếp theo từ kahuna.
- Tại Shipwreck Beach, các đội phải trek một dặm (1,6 km) dọc bờ biển để tìm manh mối. Điều này đã hướng dẫn họ sử dụng một chiếc thuyền kayak để chèo tới một ngọn núi với chỉ dẫn tiếp theo của họ gần một con tàu đắm trong Thế chiến II.
- Tại Old Mint San Francisco, một thành viên trong nhóm phải vào một hầm và trả lời bốn câu hỏi liên quan đến ý kiến của họ về các đội khác trong  Cuộc đua :

- Who is the least trustworthy? (Ai là người kém tin cậy nhất?)
- Who has the best sense of humor? (Ai có khiếu hài hước nhất?)
- Who is the most overrated? (Ai được đánh giá cao nhất?)
- Who do you most want to stay in touch with? (Bạn muốn giữ liên lạc với ai nhất?)

Câu trả lời của họ sẽ tạo ra một mã gồm bốn chữ số khóa két có chứa chỉ dẫn cuối cùng của họ. Sau đó, thành viên khác của nhóm đã có 10 phút để đoán câu trả lời của đồng đội, nhập cùng mã để mở khóa an toàn. Nếu họ đoán đúng, két sẽ mở và đội có thể lần theo manh mối cuối cùng của họ. Nếu hết 10 phút mà không đoán đúng, một người bảo vệ sẽ đưa cho họ manh mối cuối cùng.

## Xếp hạng

### Xếp hạng tại Canada
| STT | Tập                                                              | Khán giả(triệu) | Hạng |
| --- | ---------------------------------------------------------------- | --------------- | ---- |
| 1   | "I Told You Less Martinis And More Cardio"                       | 1.99            | #10  |
| 3   | "I'm Sorry I'm Wearing a Bathing Suit; It Is Very Weird, I Know" | 1.94            | #10  |
| 4   | "No Babies on the Race"                                          | 2.06            | #6   |
| 5   | "You Need to Watch Your Jokes, Guys"                             | 1.82            | #6   |
| 6   | "We're Going to Trade You for Food Now"                          | 1.96            | #7   |
| 7   | "If I Were In Town, I'd Ask For Your Number"                     | 1.04            | #24  |
| 8   | "The Way You Look, Yeah"                                         | 1.69            | #9   |
| 9   | "We Are Trying To Make Love, Not War"                            | 1.96            | #8   |
| 10  | "Good Doing Business With You"                                   | 1.91            | #5   |
| 11  | "Oh My God, the Teletubbies Go to War"                           | 1.97            | #9   |
| 12  | "Low to the Ground, That's My Technique"                         | 2.03            | #8   |